# Angraecum compressicaule
Angraecum compressicaule är en orkidéart som beskrevs av Joseph Marie Henry Alfred Perrier de la Bâthie. Angraecum compressicaule ingår i släktet Angraecum och familjen orkidéer. Inga underarter finns listade i Catalogue of Life.